# الديناصور اللطيف
الديناصور اللّطيف (بالإنجليزية: The Good Dinosaur) هو فيلم مغامرات كوميدي-درامي أمريكي مُحرك حاسوبياً ثلاثي الأبعاد من إنتاج استديوهات بيكسار للرسوم المتحركة وإصدار أفلام والت ديزني. الفيلم من بطولة رايموند أوتشوا، جاك برايت، سام إليوت، آنا باكوين، أيه جي باكلي، ستيف زان، فرانسيس مكدورماند، جيفري رايت وماركوس سكريبنر.

## القصة
يحكي الفيلم قصة الديناصور المراهق والمنتمي إلى فصيلة (أباتوصور) يُدعى (أرلو) الذي مات والده على اثر عاصفة وبعدها يخرج في رحلة، حيث يقابل الفتى (سبوت) من بني البشر، تتطور بينهم علاقة صداقة تغير مجرى حياتهم. ويخوضان معا رحلة شيقة مليئة بالمغامرات والمخاطر والتي ساهمت في تكوين شخصية أرلو وتعزيز ثقته بنفسه ومساعدته على التخلص من خوفه من أتفه الأشياء وتنتهي هته الرحلة بإيجاد سبوت لعائلته وعودته إليهم ونفس الشيء بالنسبة لأرلو.

## الشخصيات
- أرلو : ديناصور مراهق ينتمي إلى فصيلة أباتوصور ولد برفقة باك وليبي ولكنه كان الأصغر حجما والأكثر ضعفا بينهم، من حسن حظ أرلو أن والديه كانا حنونين وعطوفين وقد بنيا غرفة من الحجر لللاحتفاظ بالمؤونة لأجل فصل الشتاء ومن يبرهن عن جدارته ويحقق إنجازا في الأسرة يحضى بشرف وضع بصمة يده على جدار غرفة المؤونة وقد وضع الجميع بصمتهم باستثناء أرلو فهو لم يستطع إطعام الدجاج حتى.

وذات يوم كلفه والده بمهمة اصطياد أحد المخلوقات التي اقتحمت غرفة المؤونة وتسرق الطعام والقيام بقتله وعلمه كيفية القيام بذلك، وبالفعل قام أراو باصطياد مخلوق بشري صغير ولكنه لم يستطع قتله فتركه يذهب في حال سبيله مما أثار غضب والد أرلو وجعله يصطحب أرلو وسط العاصفة بعيدا عن المنزل ليجعله يتحلى ببعض الشجاعة ولكن الأقدار تشاء أن يجرف فيضان والد أرلو وهو يحاول إنقاذ ابنه من الغرق . أحس أرلو بالذنب الشديد معتبرا أنه هو كان السبب في موت والده وبعد مدة يلتقي أرلو المخلوق البشري الذي كان قد اقتحم غرفة المؤونة فيطارده محاولا القضاء عليه لأنه هو كان السبب في موت والده ويسقط أرلو في النهر الذي يجرفه بعيدا جدا عن المنزل ويلقي به في غابة حيث يصعب على أرلو العيش فيضطر لمصاحبة البشري ويطلق عليه اسم سبوت والذي يساعد أرلو كثيرا وينقذه من عدة مواقف خطيرة فيخوضان معا رحلة مثيرة لاتخلو من مخاطر وينتهي المطاف ببعض الديناصورات التي تخطف سبوت محاولة أكله فيجمع أرلو شجاعته ويذهب لإنقاد صديقه وبعد أن ينجح في ذلك بالفعل يعيده إلى عائلته في مشهد حزين ويعود هو الأخر إلى أسرته ليضع بصمة يده على غرفة المؤونة.
- سبوت : كائن بشري صغير وذكي ضاع من أسرته معتقدا أنهم قد ماتوا ويصاحب ديناصورا يدعى أرلو ويساعده في العودة إلى بيته اعترافا له بالجميل لأنه أخلى سبيله حين كان يمتلك فرصة قتله وينفصل سبوت في النهاية عن أرلو ولكنه يعثر على أسرته ويعود للعيش بينهم.
- بوبا : هو والد بطل القصة أرلو وهو ديناصور قوي وضخم ولكنه أب صالح ويعمل بجد لأجل أسرته المكونة من زوجته وأبنائه الثلاثة كان دائما يحاول مساعدة أصغر أبنائه أرلو لتجاوز مخاوفه من كل مايحيط به ولكنه يموت غرقا في أحد الفيضانات بعد أن ضحى بنفسه لأجل إنقاذ أرلو . ويظهر مرة أخرى في نهاية الفيلم ولكن فقط في حلم أرلو حيث ينصحه بالذهاب لإنقاذ صديقه سبوت من يد الديناصورات الشريرة التي تريد افتراسه.

## النسخة العربية
يحظى فيلم الديناصور اللطيف بنسخته العربية الرسمية لأول مرة على الأصدارات الملموسة الحديثة، ديجيتال فيديو وبلو-راي بداية من 11 مارس بشكلٍ مبكر عن موعد صدوره الرسمي بالإسواق.
أخرج الحوار على يد المخرجة أمل عبد الله, والتي قد قدمت مسلسلي قطار الأقزام السبعة وإلينا من آفالور, 

ويقوم بكتابة نص الفيلم الكاتب الكبير أمين حداد, بعد انقطاع عن العمل في مجال كتابة النصوص العربية لأفلام ديزني دام خمسة عشر عامًا كاملًا منذ أخر عمل شارك به والذي شارك قبلًا مع عدة أفلام لديزني تضمنت فيلمي أحدب نوتردام وطرزان, ليشارك بعدها مرة أخرى في فيلم ديزني الحديث زوتروبوليس كمعد النص العربي.
يعود علاء قوقة، المؤدي المشهور بصوته في طرزان من الفيلم الكلاسيكي من أقصى نهاية الألفية الثانية طرزان ليؤدي دور جامع الحيوانات الأليفة من فيلم الديناصور اللطيف.
يعتبر هذا الفيلم هو ثمرة عرض المعجبين استيائهم حول قرارات الشركة، حيث عمدت الشركة لتحويل كل الأعمال لتدبلج بلبنان بدلًا من مصر قبل هذا الفيلم بعدة سنوات، ولم تعد الأعمال لمصر سوى مع الديناصور اللطيف عقب عرض المعجبين إستيائهك على المتجر الرسمي الإلكتروني آيتيونز.
يعتبر هذا الفيلم أول فيلم لشركة بيكسار يعرب صوتيًا في مصرية ميديا منذ فيلم أسطورة مريدا, وأول فيلم لبيكسار يحصل على تعريبٍ لشعار المقدمة منذ أصدارات أشرطة الفيديو التي توقفت بداية العقد الماضي.
النسخة العربية من إنتاج ديزني كاركتير فويسيس انترناشونال, وحصلت على إشراف فني من قبل فيرجيني كورجنيه وإنتاج تنفيذي فني من قبل بوعلام لامين,
تمت أعمال المزج الفني بستوديوهات شريبتون العالمية, 

تمت أعمال الدوبلاج بمصرية ميديا, مصر.

### الأداء الصوتي
- أحمد خليل - بوبا
- سلوى محمد علي - موما
- أماني محمد - ليبي الصغير
- محمد أيمن - باك الصغير
- مازن يسري - أرلو الصغير
- محمد أيمن - باك
- مازن يسري - أرلو
- جاك برايت (الصوت الأصلي) - سبوت
- علاء قوقة - جامع الحيوانات الأليفة
- جهاد أبو العنين - قصف الرعد
- أمل عبد الله - هطول
- أحمد صلاح - بُرُودة
- عمر شاهين - ناش
- أنجي القاسم - رامزي
- محمد الشرشابي - بونش
- أحمد صلاح - بوبها
- آية خميس - لورلين
- محمود حمودة - برفس، إيرل
- رضوان صوان
- ريمون أوكوا

## الإصدار
تم إصدار الديناصور اللّطيف في صالات السينما الأمريكية بتاريخ 25 نوفمبر عام 2015، والذي توافق مع عيد الشكر. وتم إصدار الفيلم في صالات السينما في الشرق الأوسط بتاريخ 10 ديسمبر عام 2015.

## وصلات خارجية
- الموقع الرسمي على ديزني
- الموقع الرسمي على بيكسار
- الموقع الرسمي
- الديناصور اللطيف على موقع IMDb (الإنجليزية)
- الديناصور اللطيف على موقع ميتاكريتيك (الإنجليزية)
- الديناصور اللطيف على موقع روتن توميتوز (الإنجليزية)
- الديناصور اللطيف على موقع نتفليكس (الإنجليزية)
- الديناصور اللطيف على موقع قاعدة بيانات الأفلام العربية
- الديناصور اللطيف على موقع ألو سيني (الفرنسية)
- الديناصور اللطيف على موقع Turner Classic Movies (الإنجليزية)
- الديناصور اللطيف على موقع أول موفي (الإنجليزية)
- الديناصور اللطيف على موقع بوكس أوفيس موجو (الإنجليزية)
- الديناصور اللطيف على موقع فيلمافينيتي (الإسبانية)